# درجات هفتگانه مهرپرستی
درجات هفتگانه مهرپرستی در آئین مهرپرستی/میترائیسم پیروان این دین برای پیوستن به گروه باید زیر نظر بالاترین مقام روحانی «مغ» هفت مرحلهٔ سلوک را طی کنند. پذیرش با شرایط سختی روبه رو بود. تشرف یافتگان به کیش مهر ناگزیر به گذراندن هفت مرتبه بودند که از پائین‌ترین مرتبه آغاز می‌شود و به بالاترین مرتبه پایان می‌یافت.

## درجات هفتگانه

### کلاغ
اولین مرحله از مراتب مهرپرستی است. پیام‌آور از جهان بالا می‌باشد. در هنگام مراسم نقاب کلاغ بر چهره می‌زده یا تقلید کلاغ می‌کرده‌است. علامت مخصوص او چوبی است که دو مار به دور آن حلقه زده‌اند و عنصر هوا عنصر مخصوص کلاغ است.

### نامزد یا پوشیده
با انجام یک سری کارهای دشوار کلاغ می‌توانست به مقام نامزدی برسد. یکی از کارهای سختی که باید انجام می‌شد تا شخص به درجه نامزدی برسد، خاموش ماندن بود. علامت مخصوص او مشعل و چراغ می‌باشد. عنصر آب عنصر مخصوص نامزد است.

### جنگی
از این مرحله عضویت در جمع مهرپرستان رسمی می‌شود. گویا اکثر مهر پرستان تا این درجه بالا می‌آمدند. در انتهای مراسم به شخصی که می‌خواست جنگی شود، تاجی که در انتهای شمشیری آویخته شده بود پیشکش می‌کردند. او این تاج را نمی‌پذیرفت و می‌گفت که مهر تاج سر من است. گویا داغ مهر را در همین مرحله بر چهره مهرپرست می‌زدند. علامت مخصوص او توبره و نیزه و کلاهخود است. عنصر خاک عنصر مخصوص جنگی بوده.

### شیر
بالا رفتن از پله شیر بسیار دشوار بوده. شیر باید نیرومندتر از هم‌ردیفانش می‌بود. در این مرحله قدرت شخص را آزمایش می‌کردند. بر دست و زبان شخص عسل می‌ریختند که به معنی پاکیزگی دست و زبان بوده و لقب نگهبان میوه می‌گرفت. علامت مخصوص او بیلچه است که برای به هم زدن آتش به کار می‌رفته و عنصر آتش عنصر مخصوص شیر بوده. بر روی قبر شیرمردان یک شیر سنگی گذاشته می‌شد.

### پارسایی
شیر مردی که به سنین بالا می‌رسید به درجه پارسایی دست میافت. درجه‌های قبلی زمینی و مادی بودند اما درجه پارسایی بیشتر درجه‌ای روحانی است و معنی آن وارستگی می‌باشد؛ معنی واژه پارسا نیز همین معنی است.
علامت مخصوص او داس و نماد پارسایی ماه بوده.

### مهر پویا
علامت مخصوص مهر پویا تازیانه، هاله و مشعل و نماد او خورشید است. خورشید در تمدن ایرانی از پایه‌های اساسی ادیان است. خورشیدپرستی و ماه پرستی در نگاره‌های مصری هم دیده می‌شود. برابری روز و شب، بزرگترین شب و بزرگترین روز از جشن‌های بزرگ تمدن ایرانی است. تمدن ایرانی حوزه تمدن میترایی است و بخش بزرگی از اروپا و شمال آفریقا و هندوستان و آسیای میانه را در برمی گیرد. در یک دوره صلیب چرخان را به عنوان نماد خورشید و در دوره دیگر صلیب و گل دوازده برگ را نماد آن قرار می‌دادند. این نمادها در تمدن ایرانی بسیار دیده شده‌است صلیب پارسی یکی از این نمونه‌ها نماد ایزد (Mithra (Miθra است.

### پدر یا پیر
پیر در دین کهن ایران باستان و لفظ پدر در شاخه‌های اروپایی مهرپرستی، اشاره به مقام خدای زمان یا زروان دارد که در اسطوره‌های باستانی آیین‌های بومی پیش از زرتشت، پدرِ اولین عالم، دو نهادِ کیهانی ابتدایی نور و تاریکی و منتهای دانش و حکمت در مرتبه‌های این آیین باستانی می‌باشد.